# (5780) Lafontaine
(5780) Lafontaine (1990 EJ2) – planetoida należąca do zewnętrznej części pasa głównego asteroid okrążająca Słońce w ciągu 6 lat i 55 dni w średniej odległości 3,36 j.a. Została odkryta 2 marca 1990 roku.